# 10BASE5

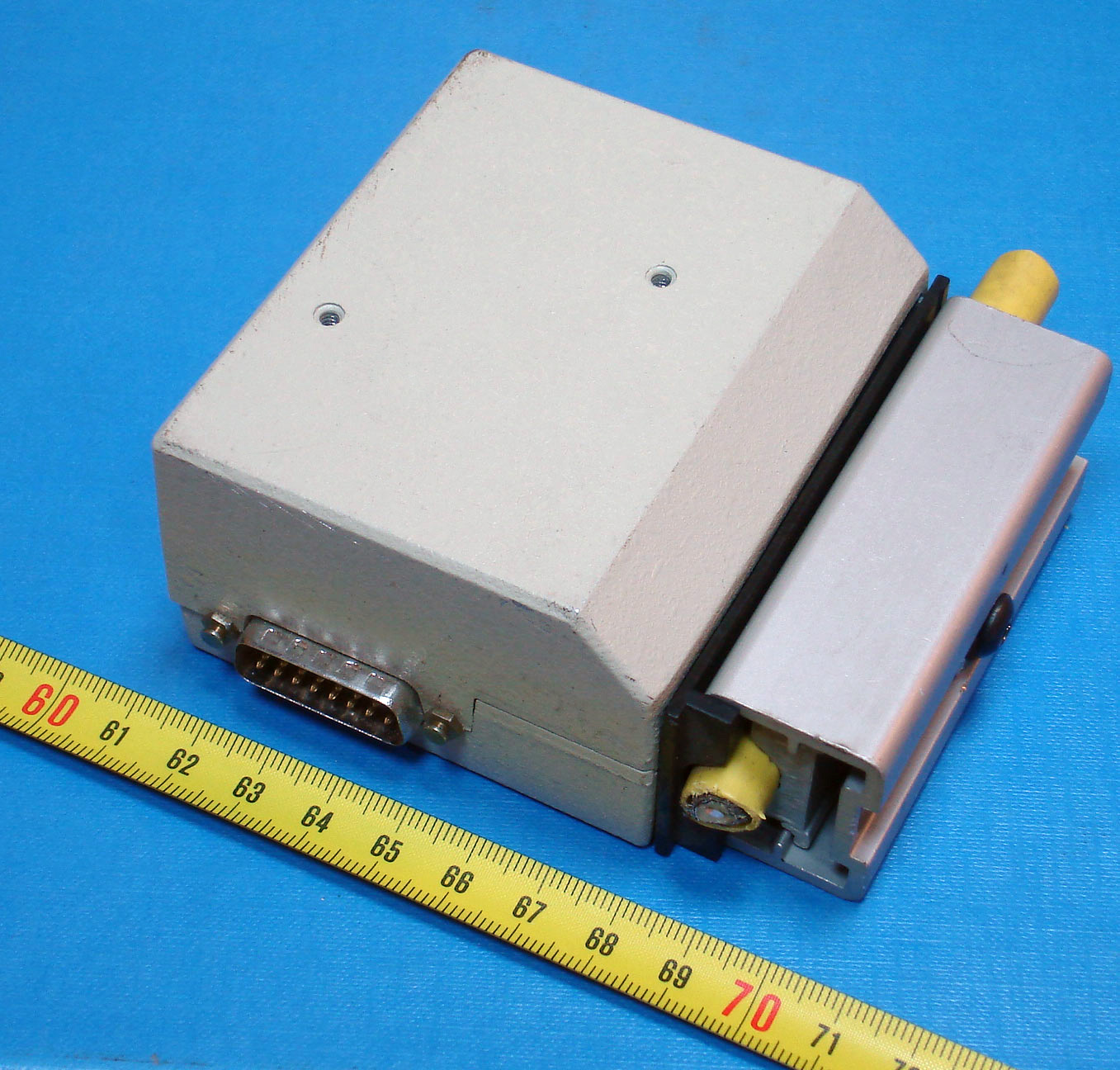
10BASE5 뱀파이어 탭 매체 부착 장치 (트랜시버)

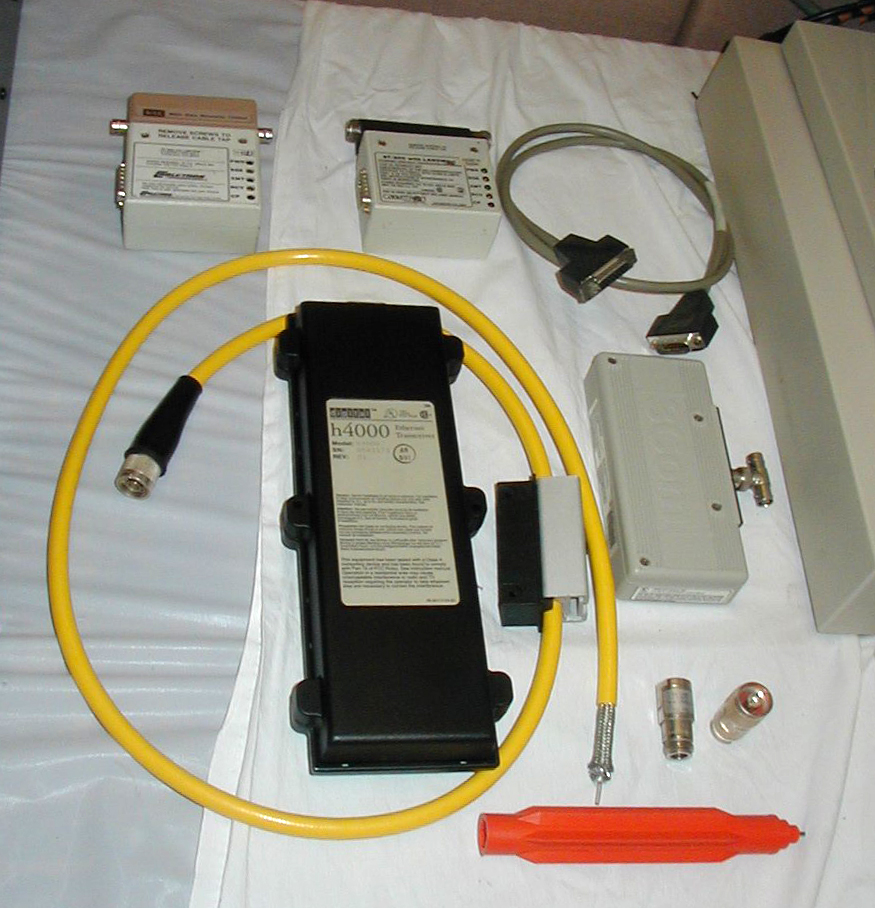
10BASE5 트랜시버, 케이블 및 탭핑 도구

10BASE5는 이더넷의 최초 상용 버전이다. 이 기술은 1982년에 IEEE 802.3으로 표준화되었다. 10BASE5는 최대 500 미터 (1,600 ft) 길이의 두껍고 뻣뻣한 동축 케이블을 사용한다. 뱀파이어 탭을 사용하여 최대 100개의 스테이션을 케이블에 연결할 수 있으며, 10 Mbit/s의 대역폭을 공유하는 단일 충돌 도메인을 공유한다. 이 시스템은 설치 및 유지 관리가 어렵다.
10BASE5는 훨씬 저렴하고 편리한 대안으로 대체되었다. 처음에는 더 얇은 동축 케이블을 기반으로 하는 10BASE2 (1985)로, 이후 트위스트 페어 이더넷이 개발되면서 10BASE-T (1990) 및 그 후속 제품인 100BASE-TX와 1000BASE-T로 대체되었다. 2003년, IEEE 802.3 워킹 그룹은 새로운 설치에 대해 10BASE5를 사용 중단했다.

## 이름 유래
10BASE5라는 이름은 물리적 매체의 여러 특성에서 유래한다. 10은 10 Mbit/s의 전송 속도를 나타낸다. BASE는 기저 대역 신호 처리의 약자이며 (광대역과 반대), 5는 최대 세그먼트 길이인 500 미터 (1,600 ft)를 의미한다.

## 네트워크 설계 및 설치
물리 계층의 경우 10BASE5는 RG-8/U 동축 케이블과 유사하지만 추가적인 편조 차폐가 있는 케이블을 사용한다. 이 케이블은 뻣뻣하며 직경이 0.375-인치%s이고 임피던스가 50 옴이다. 고체 중심 도체, 폼 절연 필러, 차폐 편조 및 외부 재킷으로 구성되어 있다. 외부 재킷은 종종 노란색에서 주황색의 플루오르화 에틸렌 프로필렌 (내화성용)으로 되어 있어 종종 "노란색 케이블", "주황색 호스", 또는 때로는 우스꽝스럽게 "얼어붙은 노란색 정원 호스"라고 불린다. 10BASE5 동축 케이블의 최대 길이는 500 미터 (1,600 ft)였다. 10BASE5 세그먼트에는 최대 100개의 노드를 연결할 수 있었다.
트랜시버 노드는 N 커넥터를 사용하거나 뱀파이어 탭을 통해 케이블 세그먼트에 연결할 수 있으며, 이는 기존 연결이 활성 상태인 동안 새로운 노드를 추가할 수 있게 한다. 뱀파이어 탭은 케이블에 고정되며, 외부 차폐에 구멍을 뚫고, 스파이크가 외부 세 층을 뚫고 내부 도체에 닿도록 강제로 밀어 넣는 동안 다른 스파이크는 외부 편조 차폐에 박힌다. 외부 차폐가 스파이크에 닿지 않도록 주의해야 한다. 설치 키트에는 외부 층을 뚫기 위한 "코링 도구"와 외부 차폐의 부스러기를 제거하기 위한 "브레이드 픽"이 포함되어 있다.
트랜시버는 정확히 2.5미터 간격으로만 설치해야 한다. 이 거리는 신호의 파장과 일치하지 않도록 선택되었다. 이는 여러 탭의 반사가 동위상이 아닌지 확인한다. 이러한 적절한 지점은 케이블에 검은색 띠로 표시되어 있다. 케이블은 하나의 연속적인 라인이어야 하며, T-연결은 허용되지 않는다.
대부분의 다른 고속 버스와 마찬가지로 세그먼트는 양쪽 끝에 종단되어야 한다. 동축 케이블 기반 이더넷의 경우, 케이블의 각 끝에는 50 옴 저항이 부착된다. 일반적으로 이 저항은 수형 N 커넥터에 내장되어 있으며 마지막 장치 바로 뒤에 케이블 끝에 부착된다. 종단이 없거나 케이블이 끊어진 경우, 버스의 신호는 끝에 도달했을 때 소산되지 않고 반사된다. 이 반사된 신호는 충돌과 구별할 수 없으며 통신을 방해한다.

## 단점
네트워크에 새 스테이션을 추가하는 것은 케이블을 정확하게 뚫어야 하므로 복잡하다. 케이블은 뻣뻣하고 모퉁이를 구부리기 어렵다. 하나의 부적절한 연결이 전체 네트워크를 마비시킬 수 있으며 문제의 원인을 찾기 어렵다.

## 같이 보기
- 클래식 이더넷
- EAD-소켓

## 참고
1. ↑  광대역을 반대로 선택한 것은 10BROAD36과 같은 이더넷 표준으로 예시된다. 나중에 광대역이라는 용어는 다른 개념에 더 일반적으로 사용되었으며, 비기저 대역 신호 처리를 설명하는 데에는 통과대역 또는 변조된이라는 용어가 사용되었다.

## 참고 문헌
1. ↑  von Burg, Urs; Kenney, Martin (December 2003). 《Sponsors, Communities, and Standards: Ethernet vs. Token Ring in the Local Area Networking Business》 (PDF). 《Industry & Innovation》 10. 351–375쪽. doi:10.1080/1366271032000163621. December 6, 2011에 원본 문서 (PDF)에서 보존된 문서. 17 February 2014에 확인함.
2. ↑  Belden. “Product 9880” (PDF). 《catalog.belden.com》. Belden. 2023년 4월 8일에 확인함.
3. ↑  IEEE 802.3-2005 8. Medium attachment unit and baseband medium specifications, type 10BASE5
4. ↑  Stallings, William (1993). 《Local and Metropolitan Area Networks》. Macmillan Publishing Company. 107쪽. ISBN 0-02-415465-2.
5. ↑  Mike Meyers (2004). 《All-in-One Networking+ Certification Exam Guide》 3판. McGraw-Hill. 79쪽.
6. ↑  “5-4-3 rule”. 2010년 6월 11일에 원본 문서에서 보존된 문서. 2010년 6월 30일에 확인함.
7. ↑  Technical Committee on Computer Communications of the IEEE Computer Society (1985), 《IEEE Standard 802.3-1985》, IEEE, 121쪽, ISBN 0-471-82749-5
8. ↑  Urd Von Burg; Martin Kenny (December 2003). “Sponsors, Communities, and Standards: Ethernet vs. Token Ring in the Local Area Networking Business” (PDF). 2012년 6월 18일에 원본 문서 (PDF)에서 보존된 문서. 2012년 3월 25일에 확인함.